# 刚毛萼刺蕊草
刚毛萼刺蕊草（学名：Pogostemon hispidocalyx）为唇形科刺蕊草属下的一个种。

## 扩展阅读
維基物種上的相關：刚毛萼刺蕊草